# Ильичёвский сельсовет (Алтайский край)
Ильичёвский сельсовет — упразднённое муниципальное образование со статусом сельского поселения и административно-территориальное образование в Суетском районе Алтайского края России. Административный центр — посёлок имени Владимира Ильича.
Законом Алтайского края от 22 декабря 2015 года № 131-ЗС, было преобразовано, путём объединения Ильичёвского и Нижнесуетского сельсоветов — в Нижнесуетский сельсовет с административным центром в селе Нижняя Суетка.

## Демография
По результатам Всероссийской переписи населения 2010 года, численность населения муниципального образования составила 164 человека, в том числе 80 мужчин и 84 женщины. Оценка Росстата на 1 января 2012 года — 148 человек.

## Населённые пункты
В состав сельсовета входил один населённый пункт — посёлок имени Владимира Ильича.